# Lockheed XF-104
Vous lisez un « bon article » labellisé en 2017.
Le Lockheed XF-104 est un prototype d'intercepteur monomoteur, à haute performance et supersonique, d'une série de chasseurs légers et simples de la United States Air Force (USAF). Seuls deux appareils sont construits : l'un est utilisé principalement pour la recherche aérodynamique et l'autre sert comme banc d'essai pour l'armement. Les deux prototypes sont détruits dans des accidents au cours des essais, mais cela n'entrave pas la carrière du futur chasseur : le XF-104 est le précurseur du F-104 Starfighter, qui sera produit à plus de 2 500 exemplaires.
Pendant la guerre de Corée, les pilotes de chasse de l'USAF sont surclassés par les pilotes soviétiques volant avec des MiG. Les ingénieurs de Lockheed, menés par Clarence « Kelly » Johnson, conçoivent et soumettent un projet à l'Air Force. Le dessin est remarquable par sa pureté, particulièrement ses ailes fines et son fuselage en forme de missile, tout comme le nouveau système d'éjection du pilote.
Le premier décollage du XF-104 a lieu en février 1954. Le programme d'essais en vol connaît des problèmes, dont quelques-uns sont résolus, les performances du XF-104 se montrant cependant supérieures aux estimations. Même si les deux prototypes sont perdus dans des accidents, l'USAF commande 17 F-104 de pré-production et d'essais en service. Il inspire la création du F-104 Starfighter, qui sera mis en service aux États-Unis et à l'international, étant utilisé comme chasseur de première ligne par un certain nombre de pays.

## Développement
Kelly Johnson, ingénieur en chef chez les Skunk Works de Lockheed, fait un séjour en Corée en décembre 1951 et discute avec les pilotes de chasse du type d'avion qu'ils veulent. À cette époque, les pilotes de l'USAF font face aux MiG-15 « Fagot » dans leur F-86 Sabre, et de nombreux pilotes sentent que les MiG sont supérieurs aux modèles américains, plus grands et plus complexes. Les pilotes demandent un appareil petit et simple avec d'excellentes performances. Un pilote en particulier, le colonel Gabby Gabreski est cité et dit : « Je préfère viser avec un morceau de chewing-gum collé sur le pare-brise » et dit à Johnson que le radar « était une perte de temps ».

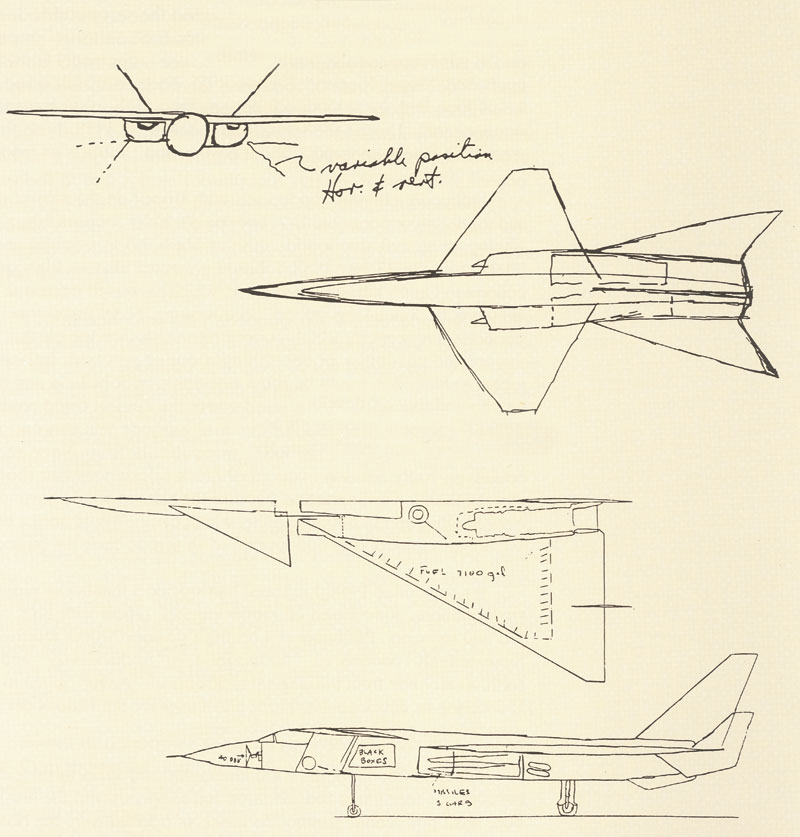
Un croquis initial de Johnson.

À son retour aux États-Unis, Johnson commence immédiatement à concevoir un tel avion, prenant conscience que les exigences officielles doivent prochainement être publiées. En mars 1952, son équipe est réunie, et ses membres dessinent plusieurs propositions d'appareils, allant de modèles de 3,6 t, à d'autres nettement plus grands, de 23 t. Le L-246, désignation sous laquelle est alors connu le concept, reste essentiellement semblable au Model L-083 Starfighter finalement livré.
Le projet est présenté à l'Air Force en novembre 1952, qui se montre suffisamment intéressée pour lancer une nouvelle proposition, encourageant plusieurs sociétés à participer. Trois projets supplémentaires sont reçus ; le Republic AP-55, une version améliorée de son prototype XF-91 Thunderceptor ; le North American NA-212, qui doit finalement évoluer en F-107 ; et le Northrop N-102 Fang, un nouveau modèle motorisé avec un General Electric J79. Bien que tous soient intéressants, Lockheed a une avance insurmontable et se voit attribuer le contrat de développement AF 33-23362 le 12 mars 1953,. Ce contrat porte sur la construction d'une maquette et de deux prototypes désignés XF-104-LO.
Les données d'essais du programme Lockheed X-7 d'aéronef à statoréacteur et moteur-fusée sans équipage, lancé plus tôt, se montrent très précieuses pour la recherche aérodynamique : le XF-104 doit en effet partager l'aile, la forme de l'empennage et les sections du profil du X-7,. L'expérience acquise avec le Douglas X-3 est également utilisée dans la phase de conception du XF-104. Plus de 400 fusées d'artillerie instrumentées prélevées dans les surplus sont lancées pour tester plusieurs modèles de profil et d'empennage ; les clichés photographiques et les données de télémesure sont récupérés par parachute.
Le travail progresse rapidement, une maquette en bois est prête pour l'inspection à la fin du mois d'avril, et le travail commence sur les deux prototypes fin mai. À cette époque, le moteur J79 n'est pas prêt ; les deux prototypes sont donc conçus pour utiliser le moteur Wright J65 à la place, une version construite sous licence de l'Armstrong Siddeley Sapphire. La construction du premier prototype XF-104, portant le numéro d'identification (serial) 53-7786, buzz number FG-786, commence à l'été 1953 à l'usine Lockheed de Burbank, en Californie. Cet appareil est propulsé par un turboréacteur Wright J65-B-3 sans postcombustion construit par Buick. Le premier prototype est achevé début 1954, et commence à voler en mars. Il s'est écoulé seulement un an entre l'attribution du contrat et le premier vol. Ce court laps de temps semble impensable de nos jours, où dix à quinze ans de travaux de conception et développement sont parfois nécessaires pour qu'un concept soit transformé en avion apte à servir. La construction du second prototype (serial 53-7787) est effectuée à un rythme moins élevé.

## Descriptif technique
Afin d'atteindre les performances désirées, Lockheed choisit une approche minimaliste : une conception qui permettrait d'atteindre de hautes performances avec l'enveloppe la plus légère et le fuselage le plus aérodynamique possible autour d'un seul moteur puissant. Les concepteurs mettent l'accent sur la réduction de la traînée et de la masse de l'appareil.

Schéma des volets de bord de fuite du F-104.
A : bouche d'évacuation d'air du compresseur du moteur
B : extrados d'aile
C : conduite d'évacuation d'air
D : volet

Le XF-104 a un dessin d'aile radical. La plupart des chasseurs à réaction de cette époque (et d'aujourd'hui) utilisent une voilure en flèche ou une aile delta. Ceci permet un équilibre raisonnable entre les performances aérodynamiques, la portance, et l'espace intérieur pour le carburant et les équipements. Les essais de Lockheed, cependant, déterminent que la forme la plus efficace pour le vol à grande vitesse et supersonique est une aile médiane, trapézoïdale, droite et très petite. L'aile, à faible allongement, est extrêmement fine, avec un rapport entre la corde et l'épaisseur de seulement 3,4 %. Les bords d'attaque des ailes sont très minces (0,41 mm) et si tranchants qu'ils présentent un danger pour les équipes au sol, et des dispositifs de protection sont installés pendant les opérations au sol. La finesse des ailes signifie que les réservoirs de carburant et le train d'atterrissage doivent être regroupés dans le fuselage. Les actionneurs hydrauliques qui dirigent les ailerons sont épais de seulement 25 mm, pour tenir dans l'espace disponible, et sont connus comme actionneurs « Piccolo », en raison de leur ressemblance avec l'instrument de musique. Les ailes ont des volets de bord d'attaque et de fuite contrôlés électriquement, pour augmenter la portance à basse vitesse. Le XF-104 n'est pas équipé du système de contrôle de la couche limite qui équipera les appareils de production.
Après d'intensifs essais en soufflerie, l'empennage horizontal est monté au sommet de la dérive, pour une stabilité et un contrôle optimaux sur l'axe de tangage. Comme la dérive est à peine plus courte que la longueur de chaque aile, et presque aussi efficace aérodynamiquement, elle peut agir comme une aile par action sur le gouvernail (un phénomène connu comme « roulis hollandais »). Pour compenser cet effet, les ailes sont inclinées vers le bas, pour leur donner un dièdre négatif de 10°. Le gouvernail est dirigé manuellement et complété par une petite surface d'amortissement du lacet au bout de la dérive.
Le fuselage du XF-104 a un coefficient de finesse (en) élevé, c'est-à-dire qu'il se rétrécit nettement vers le nez, et une faible surface frontale, de 2,3 m2. Le fuselage est très chargé : il contient le cockpit, l'avionique, le canon, tout le carburant interne, le train d'atterrissage et le moteur. Les entrées d'air, conçues par Ben Rich (en), sont à géométrie fixe et dépourvues de souris, si bien que l'appareil équipé de J65 ne peut pas voler à Mach 2. Elles sont similaires à celles du F-94 Starfire, montées légèrement à l'écart du fuselage, avec une lame séparatrice intérieure pour isoler les entrées d'air de l'air turbulent de la couche limite. La combinaison de ces caractéristiques fournit une traînée extrêmement faible sauf pour de grandes incidences, pour lesquels la traînée induite devient très élevée.
Le XF-104 est équipé d'un inhabituel siège éjectable vers le bas Stanley B (en). On craint alors que les conceptions contemporaines de sièges éjectables puissent ne pas avoir assez de puissance explosive pour permettre au pilote de passer au-dessus du haut empennage en « T ». Dans le cas où le siège ne se déclenche pas, il est possible d'ouvrir manuellement la trappe inférieure du fuselage et de sortir ensuite de l'appareil via la gravité. Les F-104 de série seront ultérieurement convertis pour être équipés avec des sièges éjectables vers le haut, mais la trappe inférieure sera conservée comme un équipement utile de maintenance.

## Histoire opérationnelle

### Essais et évaluation

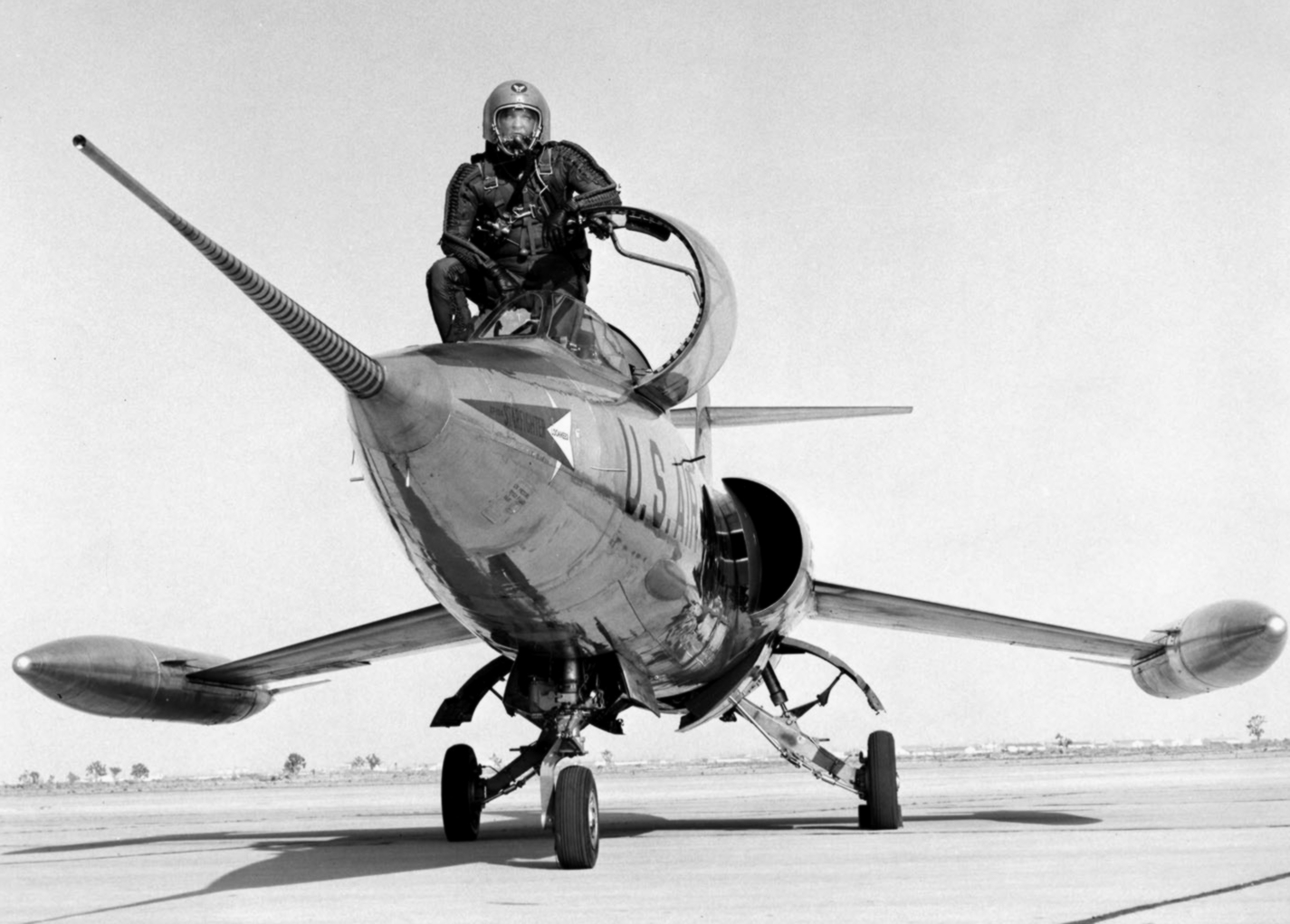
Tony LeVier pose, accroupi sur le nez d'un XF-104. À noter les réservoirs de saumon d'aile.

Le premier XF-104 (Lockheed 083-1001, serial 53-7786) est transporté à Edwards Air Force Base, en grand secret, pendant la nuit du 24 au 25 février, où le pilote d'essai de Lockheed Tony LeVier doit effectuer le premier test. Le 28 février 1954, le XF-104 effectue un saut planifié d'environ 1,5 m au-dessus du sol au cours d'un roulage à haute vitesse, mais son premier vol officiel n'a lieu que le 4 mars 1954,. Pendant ce vol, le train d'atterrissage ne peut pas se replier, et LeVier se pose après un vol à basse vitesse d'environ vingt minutes,. Les réglages et les vols supplémentaires montrent que le problème est dû à une pression trop faible dans le système hydraulique. Une météo défavorable cloue le XF-104 au sol jusqu'au 26 mars, où de nouveaux vols sont réalisés avec le train d'atterrissage qui rentre normalement.
Le second prototype (Lockheed 083-1002, serial 53-7787), équipé dès le début du turboréacteur J65 à postcombustion, vole pour la première fois le 5 octobre 1954. Comme il doit servir de banc d'essai pour l'armement, il reçoit le canon M61 Vulcan de 20 mm et est équipé d'un système de contrôle de tir AN/ASG-14T-1. Le 25 mars 1955, le XF-104 no 1, dirigé par le pilote d'essai de Lockheed J. Ray Goudey, atteint une vitesse maximale de Mach 1,79 à 18 000 m d'altitude. C'est la plus grande vitesse atteinte par le XF-104,.
Le XF-104 no 1 est subsonique en vol en palier quand il est équipé du J65 sans postcombustion, mais il peut facilement dépasser la vitesse du son au cours d'une petite descente. En juillet 1954, le J65-B-3 est remplacé par un turboréacteur J65-W-7 doté de la postcombustion. Avec ce moteur, les performances du XF-104 s'améliorent nettement. La vitesse maximale en palier est de Mach 1,49 à 12 000 m, l'avion peut atteindre une altitude de 17 000 m dans une montée en chandelle, et Mach 1,6 en descente. Le premier XF-104 est accepté par l'USAF en novembre 1955.

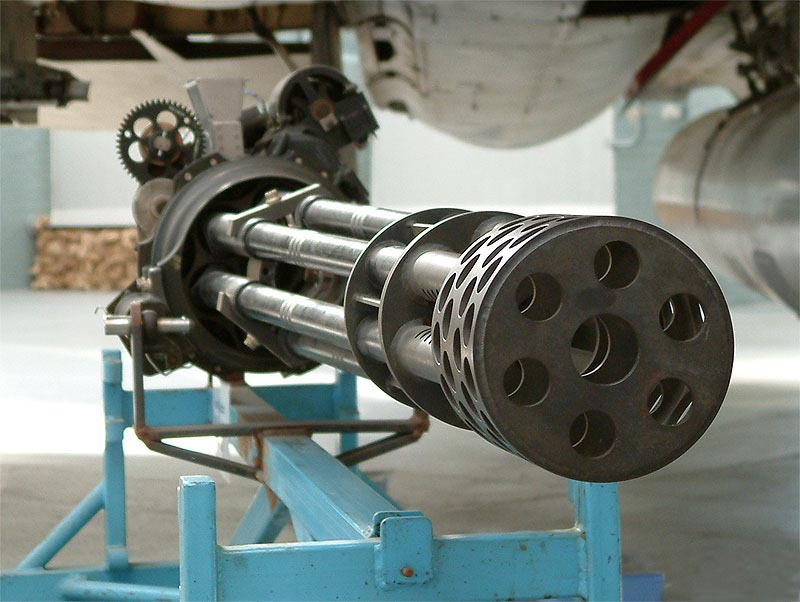
Le canon M61 Vulcan.

Les premiers essais en vol du canon Vulcan sur le second appareil sont réussis, mais, le 17 décembre, une explosion se produit au cours d'un tir en rafale et le moteur J65 est victime de pompage. Tony LeVier coupe immédiatement le moteur, plane et réalise un atterrissage d'urgence sur le Rogers Dry Lake (en). Une enquête montre plus tard que l'une des douilles du canon a été soufflée dans la culasse, détruisant le verrou à l'arrière du canon, et à travers la structure, dans le compartiment à carburant de la partie avant du fuselage. Le carburant s'est dispersé dans la soute d'armement et s'est échappé par les joints de la porte du compartiment vers l'entrée d'air du côté gauche. Le moteur s'est immédiatement retrouvé submergé de carburant, ce qui a entraîné l'apparition du phénomène de pompage.

### Accidents
Le XF-104 no 53-7786, premier prototype, est perdu dans un accident le 11 juillet 1957, alors qu'il effectue un vol pour les essais du F-104A ; il s'est mis à flotter de l'arrière de manière incontrôlable. Toute la partie arrière s'est détachée de l'avion et le pilote Bill Park a dû s'éjecter. Le flottement vertical de l'arrière est un problème connu, et l'appareil est limité à une vitesse de Mach 0,95 au moment de l'accident. Tony LeVier a tenté de faire en sorte que l'avion soit retiré des vols et placé dans un musée, en soutenant que ses performances n'étaient pas appropriées pour des missions de chasse,,.
Le XF-104 no 53-7787 est perdu le 14 avril 1955, après avoir accumulé plus de 1 000 heures de vol,. Le pilote Herman Salmon (en) est forcé de s'éjecter pendant des essais de tir de rafale à 15 000 m. Pendant le test, le canon a dysfonctionné et d'importantes vibrations ont commencé à se faire sentir, ce qui a fait se détacher la trappe d'éjection située sous le cockpit. La cabine s'est dépressurisée, ce qui a entraîné le gonflement de la combinaison pressurisée de Salmon, qui recouvre son visage et l'empêche de voir. Se rappelant l'expérience douloureuse de LeVier avec l'explosion de l'obus du canon qui a eu lieu au mois de décembre, Salmon comprend que la même chose lui est arrivée et qu'il n'a pas d'autre solution que de s'éjecter. Il découvre plus tard qu'il aurait pu sauver le 53-7787 en le ramenant à une plus basse altitude puis en attendant le dégonflement de sa combinaison pressurisée. Avec la perte du banc d'essai de l'armement, les ingénieurs de Lockheed doivent trouver une autre solution, et les tests de l'armement continuent sur un F-94C Starfire modifié. Les deux XF-104 ont accumulé environ 2 500 heures de vol.

### Conclusions des essais
Les essais en vol montrent que les estimations des performances sont exactes et, bien qu'il soit équipé du J65 à faible puissance, le XF-104 vole plus vite que les autres Century Series Fighters en cours de développement à cette époque. Le XF-104 a un plafond de 18 000 m, soit 2 100 m de plus de les prévisions, et les chiffres de vitesse et de traînée estimés sont dépassés de 2 à 3 %. Toutefois, la faible poussée du J65 ne permet pas de réaliser le potentiel de performance du modèle.

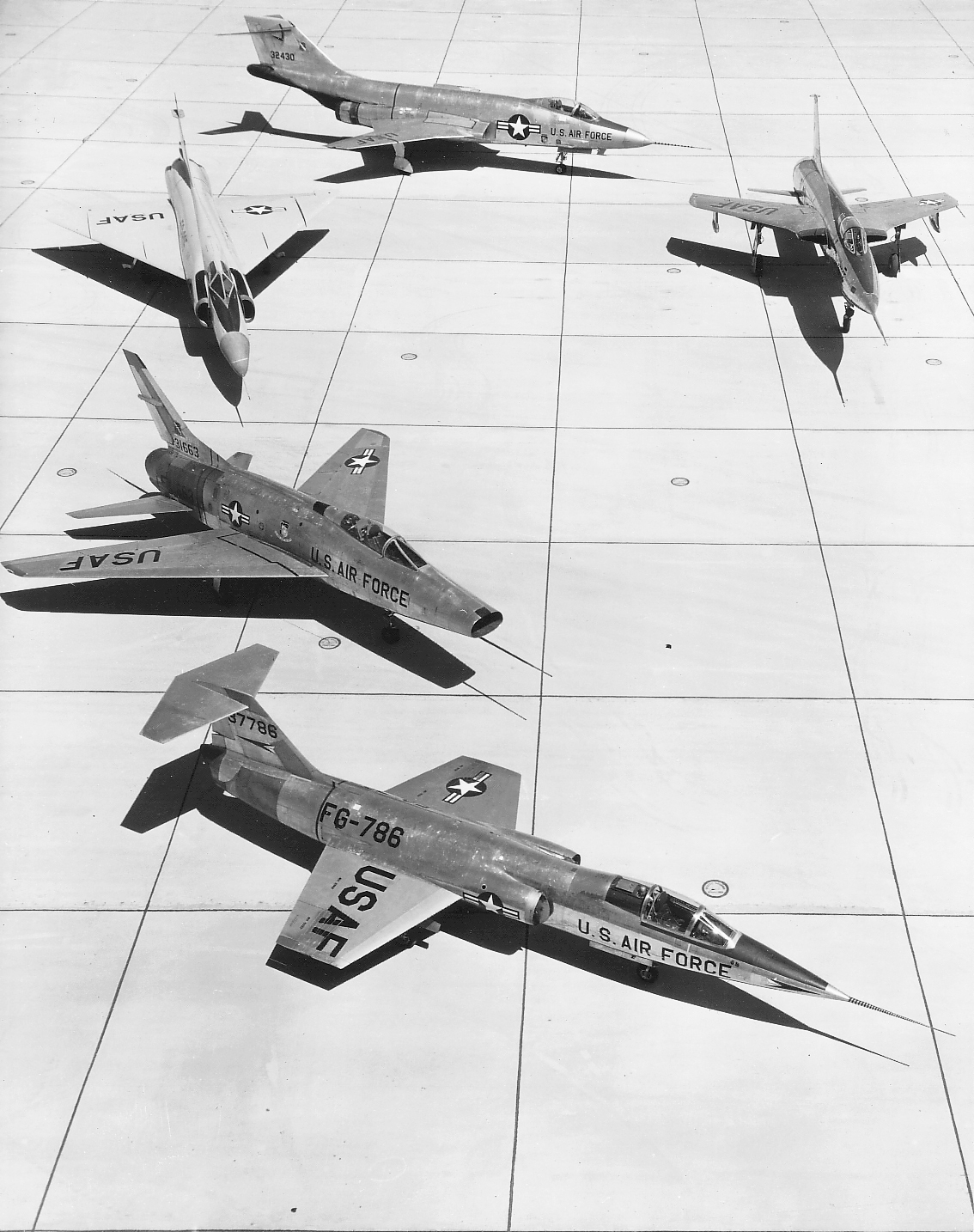
Le XF-104 no 53-7786 avec les premiers modèles du F-100, du F-101 et F-102.

Quelques problèmes mineurs apparaissent mais ils sont facilement réglés. L'amortisseur de lacet du XF-104 se montre inefficace et le gouvernail ne se centre pas parfaitement ; ces problèmes sont corrigés en modifiant le système de contrôle du gouvernail. La gouverne non alimentée ne permet pas un contrôle directionnel adéquat à grande vitesse (l'énergie hydraulique y remédiera sur les versions ultérieures du F-104) et quelques inquiétudes apparaissent quant au manque de maniabilité à vitesse subsonique à de grandes altitudes.
Au cours d'une interview, on a demandé à Kelly Johnson son avis sur l'avion : « Est-il né de mes projets ? En termes de performances, oui. En termes de motorisation, nous avons connu un des gros problèmes avec de nombreux moteurs, pas avec le J65 mais avec le J79. ». Pour son rôle dans la conception de la cellule du F-104, Johnson est conjointement récompensé du Trophée Collier en 1958, partageant la distinction avec General Electric (moteur) et l'United States Air Force (Flight Records).

### Production du F-104
L'approbation officielle du projet XF-104 conduit à un contrat pour 17 YF-104A de présérie, et à la production de plus de 2 500 appareils construits aux États-Unis et sous licence partout dans le monde.
Les changements visibles entre le XF-104 et les versions de production du Starfighter sont un fuselage plus long, pour accueillir le moteur J79 et du carburant supplémentaire, et une roulette de nez qui rentre vers l'avant (sauf sur les versions biplaces), pour augmenter l'espace libre pour le siège éjectable vers le bas. Pendant le programme d'essais de l'YF-104A, un stabilisateur ventral est ajouté pour accroître la stabilité en lacet de l'appareil. Des souris de prises d'air, ainsi qu'un carénage de fuselage entre la verrière et l'empennage qui abrite la tuyauterie de carburant, sont également ajoutés,,. Les appareils de production reçoivent également une structure d'aileron redessinée, avec des longerons en acier inoxydable, pour éliminer le problème de flottement (flutter).
En raison d'une capacité interne de carburant faible, l'avion ne dispose que d'une faible autonomie en vol. Les concepteurs prévoient alors d'augmenter la quantité de carburant embarquée sur les dernières versions, en allongeant la partie avant du fuselage.

## Caractéristiques techniques

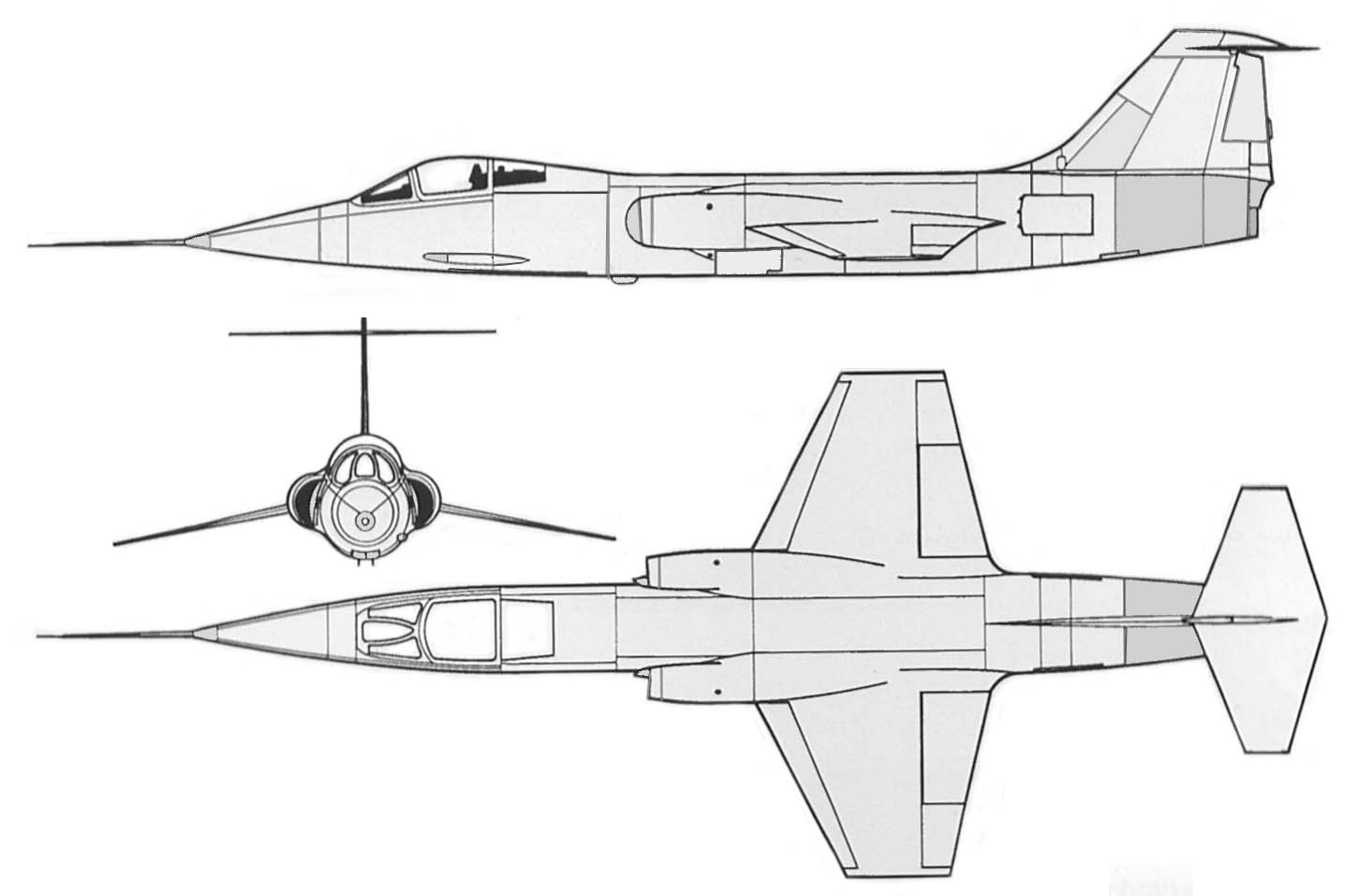
Plan trois-vues du XF-104.

Données de Lockheed F-104 Starfighter et F-104 Starfighter in action.
Caractéristiques générales
- Équipage : 1 pilote
- Longueur : 15 m
- Envergure : 6,69 m
- Hauteur : 4,1 m
- Surface alaire : 18,21 m2
- Masse à vide : 5 216 kg
- Masse typique : 7 575 kg
- Masse maximale au décollage : 7 120 kg
- Moteur : 1 turboréacteur avec postcombustion Wright J65
  - Poussée à sec : 34,7 kN
  - Poussée avec postcombustion : 45,82 kN

 Performances 
- Vitesse maximale : 2 131 km/h
- Vitesse de croisière : 257 km/h
- Rayon d'action en combat : 1 290 km
- Plafond : 15 500 m
- Charge alaire : 286,44 kg/m2

Armement

- Canons : 1 canon mitrailleur T171 Vulcan de 20 mm (XF-104 083-1002 seulement)